# 西西
西西（1937年11月9日—2022年12月18日），原名張彥，香港作家、編輯，生於上海浦東，祖籍廣東省中山縣，小學畢業於上海，1950年隨父母移居香港，就讀於協恩中學，初中時在中文部，中四後轉入英文部。同時並開始投稿香港的報刊、雜誌。1957年進入教育學院（今香港教育大學，教育學院前身），小學，1970年代曾積極參與爭取教師權益的運動。1979年提早退休，專事寫作；曾與友人合辦《大拇指周報》（1975年10月24創刊，1987年2月25日停刊，歷時約十二載，出刊224期）和，素葉出版社（1979年成立）。

## 生平

### 早年
西西原名張彥，1937年11月9日生於上海浦東，本名叫張燕，但祖母認為「燕」字意頭不好，因而改用發音相近的「彥」。西西早年居住在上海英租界同孚路（今靜安區），小學就讀於上海市十區中心國民學校，抗日戰爭後遷往大西路（今延安西路）居住。父親張樂於上海任職船塢公司，後轉為足球裁判，期間認識球王李惠堂，經李介紹下到香港任職九巴稽查員（即車務督察）。1950年，西西跟隨父母定居香港土瓜灣，初中入讀協恩中學中文部，高中轉入英文部。

### 初現文壇
西西早在初中時代已於報刊和雜誌上投稿，既是興趣，亦能賺取稿費作為零用錢。第一篇投稿作品是1953年於《人人文學》發表的十四行新詩〈湖上〉。隨後在《詩朵》、《星島日報‧學生園地》和《中國學生周報》等刊物發表小說、詩及散文。西西早歲作品經已屢獲殊榮：1955年，中三的西西以小說《春聲》越級獲得《學友》徵文比賽高級組第一名；1958年獲《青年樂園》徵文比賽第一名。1965年，短篇小說《瑪利亞》獲香港《中國學生周報》第十四屆徵文比賽公開性質的青年組第一名，西西當時年僅28歲。
1957年，西西入讀葛量洪教育學院，畢業後於農圃道官立小學等官立小學任教約二十年，亦積極參與過70年代教師權益運動。
1960年代起，西西的創作除了小說和新詩以外，亦涉獵電影評論及劇本，同時投入文學雜誌和報刊工作。西西1964年8月開始為《中國學生周報‧詩之頁》擔任編輯。1966年，西西的第一本小說單行本《東城故事》由明明出版社出版，編入「星期小說文庫」；同年在《香港影畫》的專欄「開麥拉眼」撰寫電影評論。1967年，西西受林以亮邀請，改編《小婦人》成電影劇本《黛綠年華》（以海蘭之名，邵氏兄弟公司出品，秦劍導演）；翌年改編柯德莉·夏萍作品《奇謀妙計女福星》，撰寫成電影劇本《窗》（龍剛導演）。1969年，將麗的呼聲廢棄的新聞片膠卷剪輯，製作成實驗短片《銀河系》。

### 離任教職，專注寫作
1975年1月，西西以「阿果」之名在《快報》連載香港故事《我城》，1月30日至6月30日見報，插圖亦由其親自繪畫。1975年10月，西西完成《我城》連載後，與何福仁、適然、也斯、吳煦斌和舒明等作家創辦《大拇指周報》並任編輯。「大拇指」刊名由西西所起，意念來自豐子愷散文〈手指〉。1978年底，西西又與許迪鏘、何福仁、鍾玲玲和康夫等同人成立素葉出版社，1979年出版首輯「素葉文學叢書」，《我城》為叢書的第一部作品。
1979年，41歲時，西西因香港教師過多，選擇提早退休，獲教育署准許，此後專心寫作。
1980年在香港創辦《素葉文學》雜誌並擔任編輯。1982年，短篇小說《像我這樣的一個女子》獲臺灣《聯合報》副刊轉刊（原刊《素葉文學》），自始與台灣結緣。1987年至1988年，西西為洪範書店主編四部《八十年代中國大陸小說選》，向台灣讀者介紹莫言、韓少功、王安憶等中國大陸當代作家。

### 罹患癌症，筆耕不輟
1989年9月，西西確疹乳癌入院，經手術及化療後康復，惟因手術误伤神经，引致右手在十年間日漸失去功能，從此需要改用左手寫作。患癌和後遺症的折磨無損西西的創作，1992年將治療癌症過程寫成長篇小說《哀悼乳房》。1996年，另一部長篇小說《飛氈》出版，以「肥土鎮」系列故事總結香港近百年的歷史。
作為右手的物理治療，西西在2000年開始學習製作布偶和毛熊。2005年，西西憑五隻手指縫《水滸傳》角色毛熊（九紋龍史進、浪子燕青、鼓上蚤時遷、沒羽箭張清及青面獸楊志）獲香港熊藝學會第二屆熊藝設計冠軍。2008年，西西以非慣用手完成遊記散文《看房子》及長篇小說《我的喬治亞》，並分別在2009和2010年出版縫製毛熊和猿猴的散文《縫熊志》和《猿猴志》。
西西晚年依然堅持寫作，期間出版多部小說、散文集、新詩、讀書筆記和藝談。2015年8月起在《明報周刊》執筆專欄「我的玩具」，亦有多部新舊作結集先後出版，包括《試寫室》（2016年）、《牛眼和我》（2021年）和《石頭與桃花》（2022年）。杖朝之年完成最後兩部長篇小說，自傳式小說《候鳥》的姐妹作《織巢》於2018年出版，並在2021年1月出版24萬字長篇歷史作品《欽天監》。

### 逝世
2022年12月18日早上8時15分因心臟衰竭於醫院逝世，享壽85歲。其家人、作家何福仁及梁滇瑛陪伴在側，文體旅遊局局長楊潤雄發聲明悼念。

## 筆名
西西的筆名，據她自述，乃象形文字，「西」是一個穿著裙子的女孩子兩隻腳站在地上的一個四方格子裡，「西西」就是跳飛機的意思，這是她小時候喜歡玩的遊戲。其他筆名有南南、愛倫、藍馬店、皇冠、序曲、星火、凱旋門、莎揚娜拉、十行、藍尼羅河、小紅花、愛倫、倫士、佛勞倫朗、米蘭、阿蟲、小米素、阿果、麥快樂、葉蓁蓁、果、芭洛瑪、明明、林素、阿髮、大根河、河想、小明、草本、蓁蓁、大眼、鏡、晴兒、雪兒、漢、雨船、多默、心田、杜麗和、海蘭等和陸華珍等。1962年起使用西西之名，其他筆名因而淡出。

## 獎項及榮譽
1983年，《像我這樣的一個女子》獲《聯合報》第八屆小說獎之聯副短篇小說推薦獎。1988年，《致西緒福斯》獲第十屆聯合報小說獎之聯副短篇小說推薦獎。同年，小說集《手卷》獲第11屆時報文學獎之小說推薦獎。
1990年，獲香港《八方文藝叢刊》之「八方文學創作獎」。1992年，《哀悼乳房》獲中國時報開卷周報該年之開卷十大好書。1993年，《西西卷》獲香港公共圖書館主辦第二屆香港中文文學雙年獎小說獎。1993年至2006年，散文作品《店鋪》（原名《有趣的店》）獲香港教育統籌局及考評局列作香港中學會考中國語文科26組範文之一。1997年，與何福仁合著的《時間的話題》獲香港巿政局第四屆香港中文文學雙年獎之文學評論組推薦作品。同年，獲香港藝術發展局文委會第一屆文學獎。
2005年，《飛氈》獲馬來西亞《星洲日報》第三屆「花蹤世界華文文學獎」。2006年，改編自小說《哀悼乳房》的電影《天生一對》，在香港、臺灣、新加坡上映。2009年，短篇小說《碗》首獲香港教育局及考評局列作香港高中課程中國文學科讀本課文之一。
2011年，獲香港書展「年度作家」。2012年，《猿猴志》獲中國時報開卷周報2011開卷好書獎：美好生活書獎。2014年，獲台灣「公益信託星雲大師教育基金」主辦的第四屆「全球華文文學星雲獎」貢獻獎。2018年，獲第六屆紐曼華語文學獎，是香港首個獲獎作家。同年憑《織巢》獲得第八屆紅樓夢獎專家推薦獎。
2022年5月23日，獲第十六屆香港藝術發展獎之「終身成就獎」，表揚西西「將畢生奉獻予文學藝術及教育」。

## 作品

### 長篇小說
- 《我城》
  - 初版，香港：素葉出版社，1979年3月
  - 第二版，台北：允晨文化，1986年3月
  - 第三版，香港：素葉出版社，1998年6月
  - 第四版，台北：洪範書店，1999年8月
- 《哨鹿》
  - 初版，香港：素葉出版社，1982年6月
  - 第二版，台北：皇冠出版社，1986年1月
  - 第三版，台北：洪範書店，1999年4月
- 《美麗大廈》，台北：洪範書店，1990年6月
- 《候鳥》 
  - 初版，台北：洪範書店，1991年9月
  - 第二版，台北：洪範書店，2018年8月
- 《哀悼乳房》，台北：洪範書店，1992年9月
- 《飛氈》
  - 香港初版，香港：素葉出版社，1996年5月
  - 台灣初版，台北：洪範書店，1996年5月
- 《我的喬治亞》，台北：洪範書店，2008年9月
- 《織巢》，台北：洪範書店，2018年8月
- 《欽天監》
  - 簡體初版，廣西：廣西師範大學出版社，2021年1月
  - 繁體初版，台北：洪範書店，2022年2月

### 中篇小說
- 《東城故事》，香港：明明出版社，1966年3月
- 《象是笨蛋》，台北：洪範書店，1991年9月

### 短篇小說集
- 《春望》，香港：素葉出版社，1982年6月
- 《像我這樣的一個女子》 
  - 初版，台北：洪範書店，1984年4月
  - 第二版，台北：洪範書店，2007年7月
- 《鬍子有臉》，台北：洪範書店，1986年4月
- 《手卷》，台北：洪範書店，1988年3月
- 《母魚》 
  - 初版，台北：洪範書店，1991年1月
  - 第二版，台北：洪範書店，2008年9月
- 《故事裏的故事》，台北：洪範書店，1998年6月
- 《白髮阿娥及其他》，台北：洪範書店，2006年2月
- 《石頭與桃花》，香港：中華書局，2022年4月

### 詩集
- 《石磬》，香港：素葉出版社，1982年6月
- 《西西詩集》，台北：洪範書店，2000年5月
- 《動物嘉年華》（中英雙語版本），何福仁編，費正華譯，香港：香港中文大學出版社，2022年7月
- 《左手之思》，何福仁編，「西西遺作」系列，香港：中華書局，2023年7月

### 散文集
- 《花木欄》，台北：洪範書店，1990年1月
- 《剪貼冊》，台北：洪範書店，1991年3月
- 《耳目書》，台北：洪範書店，1991年3月
- 《畫/話本》，台北：洪範書店，1995年1月
- 《旋轉木馬》，台北：洪範書店，2001年3月
- 《拼圖遊戲》，台北：洪範書店，2001年3月
- 《看房子》，台北：洪範書店，2008年9月
- 《縫熊志》
  - 香港初版，香港：三聯書店，2009年8月
  - 台灣初版，台北：洪範書店，2009年9月
- 《猿猴志》，台北：洪範書店，2011年9月
- 《羊吃草：西西集》，何福仁編選，「香港散文典藏」系列，香港：中華書局，2012年5月
- 《試寫室》，台北：洪範書店，2016年8月
- 《我的玩具》，台北：洪範書店有限公司，2019年
- 《牛眼和我》，香港：中華書局，2021年7月
- 《港島吾愛》，何福仁編，「西西遺作」系列，香港：中華書局，2023年7月

### 讀書筆記
- 《像我這樣的一個讀者》，台北：洪範書店，1986年9月
- 《傳聲筒》，台北：洪範書店，1995年10月
- 《看小說》，台北：洪範書店，2019年12月

### 藝談
- 《時間的話題》，與何福仁合著
  - 香港初版，香港：素葉出版社，1995年10月
  - 台灣初版，台北：洪範書店，1996年1月
- 《西方科幻小說與電影》，與何福仁合著，香港：中華書局，2018年12月 ISBN 9789888571628
- 《西西看電影（上）》，趙曉彤編，香港：中華書局，2022年7月 ISBN 9789888807833
- 《西西看電影（中）》，趙曉彤編，香港：中華書局，2023年7月 ISBN 9789888860043
- 《西西看電影（下）》，趙曉彤編，香港：中華書局，2024年4月 ISBN 9789888861644

### 合集
- 《交河》，香港：香港文學研究社，1982年2月
- 《西西卷》，何福仁編，「香港文叢」系列，香港：三聯書店，1998年03月

### 研究資料彙編
- 《西西研究資料》（一書四冊），王家琪、甘玉貞、何福仁、陳燕遐、趙曉彤、樊善標編，香港：中華書局（香港）有限公司，2018年8月

## 作品翻譯結集
- ［英譯《我城》］My City: a hongkong story (fiction), Eva Hung (tr.), Renditions Paperbacks, Hong Kong, 1993 ISBN 978-962-7255-11-6
- ［英譯《像我這樣的一個女子》］A Girl Like Me and other stories (fiction), Eva Hung (tr.), Renditions Paperbacks, Hong Kong, 1996 ISBN 962-7255-19-X
- ［英譯《浮城誌異》］Marvels of a Floating City (fiction), Eva Hung (ed.), Renditions Paperbacks, Hong Kong, 1997 ISBN 962-7255-18-1 [28]
- ［英譯《縫熊志》］The Teddy Bear Chronicles, Christina Sanderson (tr.), John Minford (ed.), The Chinese University of Hong Kong Press, Hong Kong, 2020 ISBN 978-988-237-185-9
- ［英譯《哀悼乳房》］Mourning a Breast (fiction), Jennifer Feeley (tr.), New York Review Books, 2024 ISBN 9781681378220 [29]
- ［德譯《我城》］Meine Stadt, Karin Betz (tr.), Suhrkamp Verlag, 2023 ISBN 978-3-518-43106-1 譯本獲2024年德國Helmut M. Braem翻譯雙年獎[30]

## 註解
1. ↑  據《中國學生周報》第670期（1965年5月21日）公布得獎名單，第一名本是黃柳芳的《梁大貴》，第二名才是《瑪利亞》。《中國學生》第672期（1965年6月4日）刊出啟事，指《梁大貴》抄襲，取消資格，《瑪利亞》補上成為第一名。[9]
2. ↑  《像我这样的一个女子》代序〈造房子〉：「…我小時候喜歡玩一種叫做“造房子”又名“跳飛機”的遊戲 …我在學校裡讀書的時候，常常在校園裡玩“跳飛機”，我在學校裡教書的時候，也常常和我的學生們一起在校園玩“跳飛機”，於是我就叫做西西了。西是什麼意思呢？…我說：不過是一幅圖畫罷了。不過是一個象形的文字。“西”就是一個穿著裙子的女孩子兩隻腳站在地上的一個四方格子裡。如果把兩個西字放在一起，就變成電影菲林的兩格，成為簡單的動畫，一個穿裙子的女孩子在地面上玩跳飛機的遊戲，從第一個格子跳到第二個格子，跳跳，跳跳，跳格子。把字寫在稿紙上，其實也是一種跳飛機的遊戲，從這個格子開始跳下去，一個又一個格子，跳跳跳，跳下去，不同的是，兒童的遊戲跳飛機用的是腳，寫稿用手。爬格子是痛苦的，跳格子是快樂的。」

## 外部連結
- 西西  Portrait Gallery of Chinese Writers (Hong Kong Baptist University Library 香港浸會大學圖書館)